# موقانلو
موقانلو (به لاتین: Mughanlo) یک منطقهٔ مسکونی در گرجستان است که در کاختی واقع شده‌است. موقانلو ۲٬۱۶۹ نفر جمعیت دارد و ۴۶۰ متر بالاتر از سطح دریا واقع شده‌است.